# 宅男女神
宅男女神是由臺灣媒體所創造的詞彙，是以男性主流觀點所認定之具有多數男性喜好之條件的女性，與御宅族並無關連。該詞彙在2008年首次登上四大報標題。

## 特色
被封為「宅男女神」，不外乎是外貌條件極受青睞或是身材突出的女性。走紅途徑一般有網路自拍並經過大量網友相傳、代言電玩遊戲、擔任展場宣傳模特兒（Show Girl）或綜藝節目班底等。

## 批評
宅男女神選舉未對投票者做出資格篩選，台灣的宅男女神至多只能算是受歡迎指標而已，並不能由文字來解讀為限於宅男歡迎的女神。台灣的宅男女神由東森新聞雲辦理選舉，首屆於2005舉辦，當年度的宅男女神由解婕翎奪下，而解婕翎在歷經10年後再於2015拿下宅男女神頭銜，成為該項比賽首次，也是目前唯一一次奪下兩屆的女神。於其曾參與的短劇節目「瘋神無雙」中，也以此事為哏，調侃解婕翎的年紀。
台灣藝人吳宗憲曾在第50屆電視金鐘獎頒獎典禮演講上以「女神比宅男多」嘲諷宅男女神過度氾濫的傾向，這也符合上述所說，媒體會隨意給予女神封號。

## 知名人物
以下女藝人們曾被這樣稱呼
- 邵庭
- 周曉涵
- 郭書瑤
- 蔡黃汝
- 阿喜
- 安心亞
- 郭雪芙
- 林逸欣
- 大元 （页面存档备份，存于）

## 外部連結
- “宅男女神”詞彙的網路統計
- 宅男女神條件
- 臺灣宅男女神“封神榜”